# Dagenham Heathway (métro de Londres)
Dagenham Heathway (en anglais : Dagenham Heathway tube station ou Dagenham Heathway Underground Station), est une station de la ligne District du métro de Londres, en zone 5 Travelcard. Elle est située sur la Heathway, à Dagenham, sur le territoire du borough londonien de Barking et Dagenham, dans le Grand Londres.

## Situation sur le réseau
La station Dagenham Heathway de la ligne District du métro de Londres est située : sur tronçon principal de la ligne District, entre la station Becontree, en direction de la station de bifurcation Earl's Court et la station Dagenham East en direction du terminus est Upminster.

Plans de la ligne, du métro et des transports à Londres
Ligne District.
Métro.
Réseaux de Londres.

## Histoire
La station, alors dénommée Heathway de la District line, est mise en service le 12 septembre 1932. Elle est renommée Dagenham Heathway en mai 1949.

## Services aux voyageurs

### Accès et accueil
L'entrée principale de la station est située sur la Heathway, à Dagenham.

### Desserte
La station Dagenham Heathway  est desservie par les rames de la ligne District du métro de Londres circulant sur les relations Wimbledon ou Richmond ou Ealing Broadway et Upminster.

Installations et Desserte
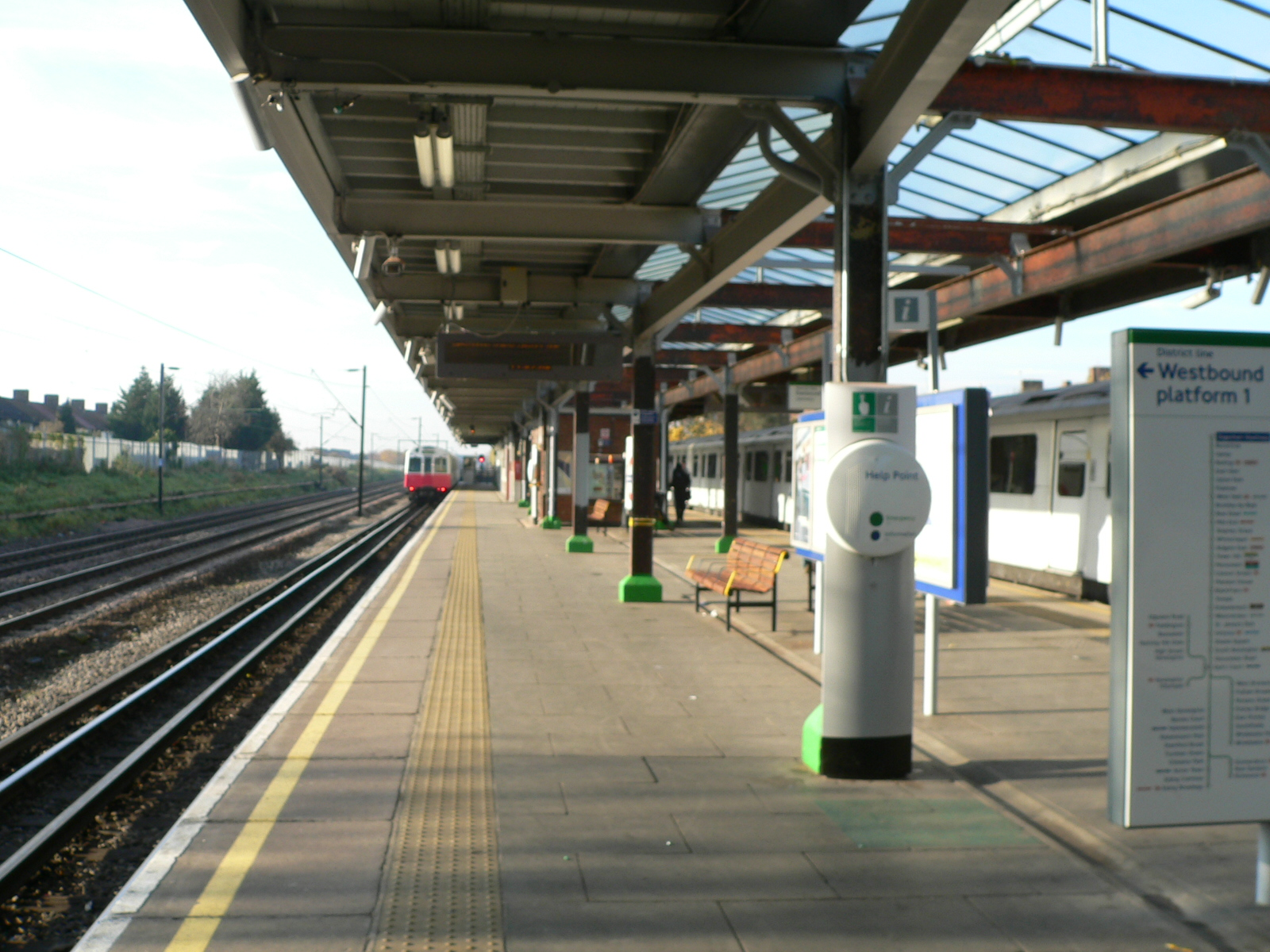
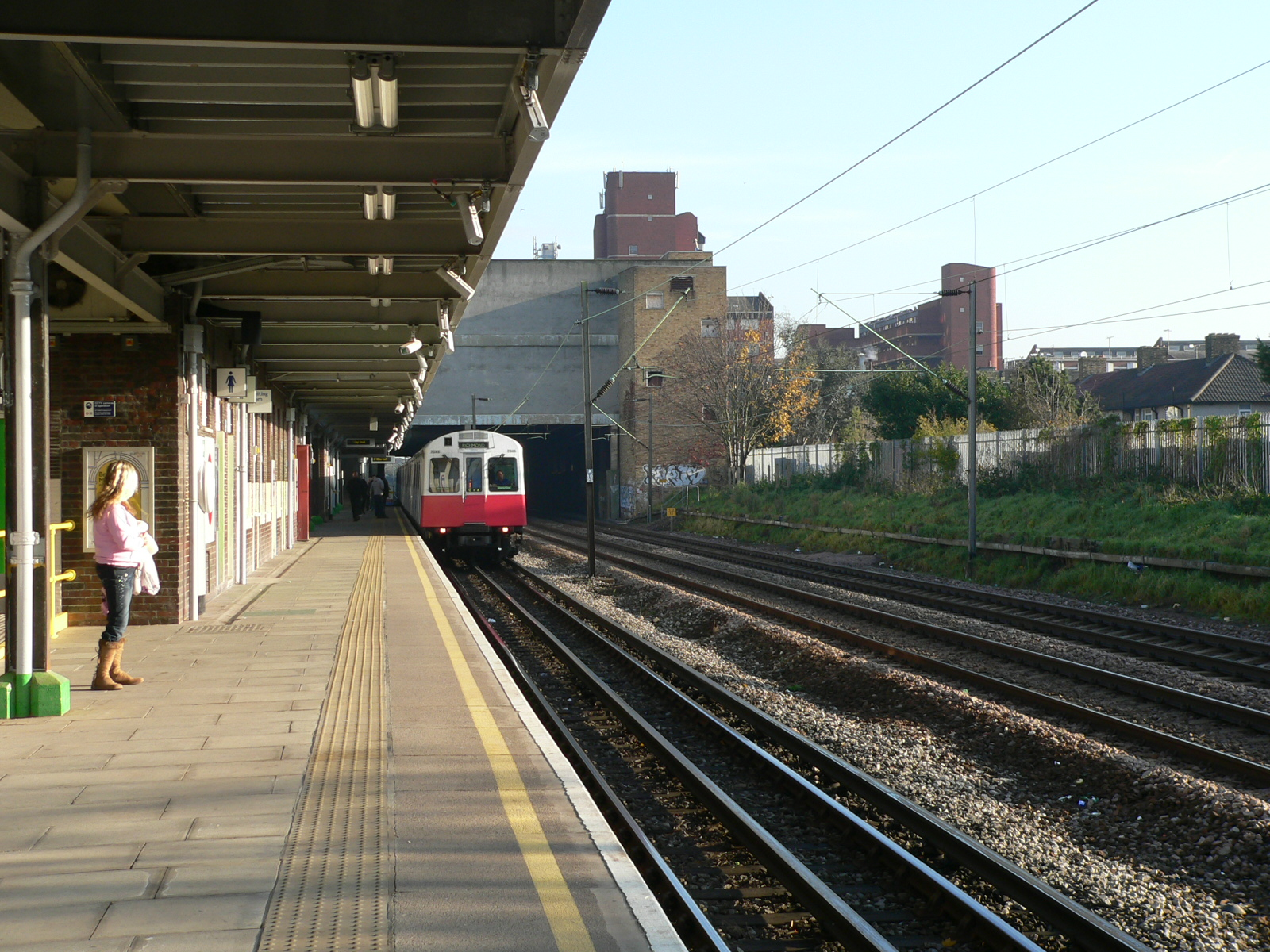
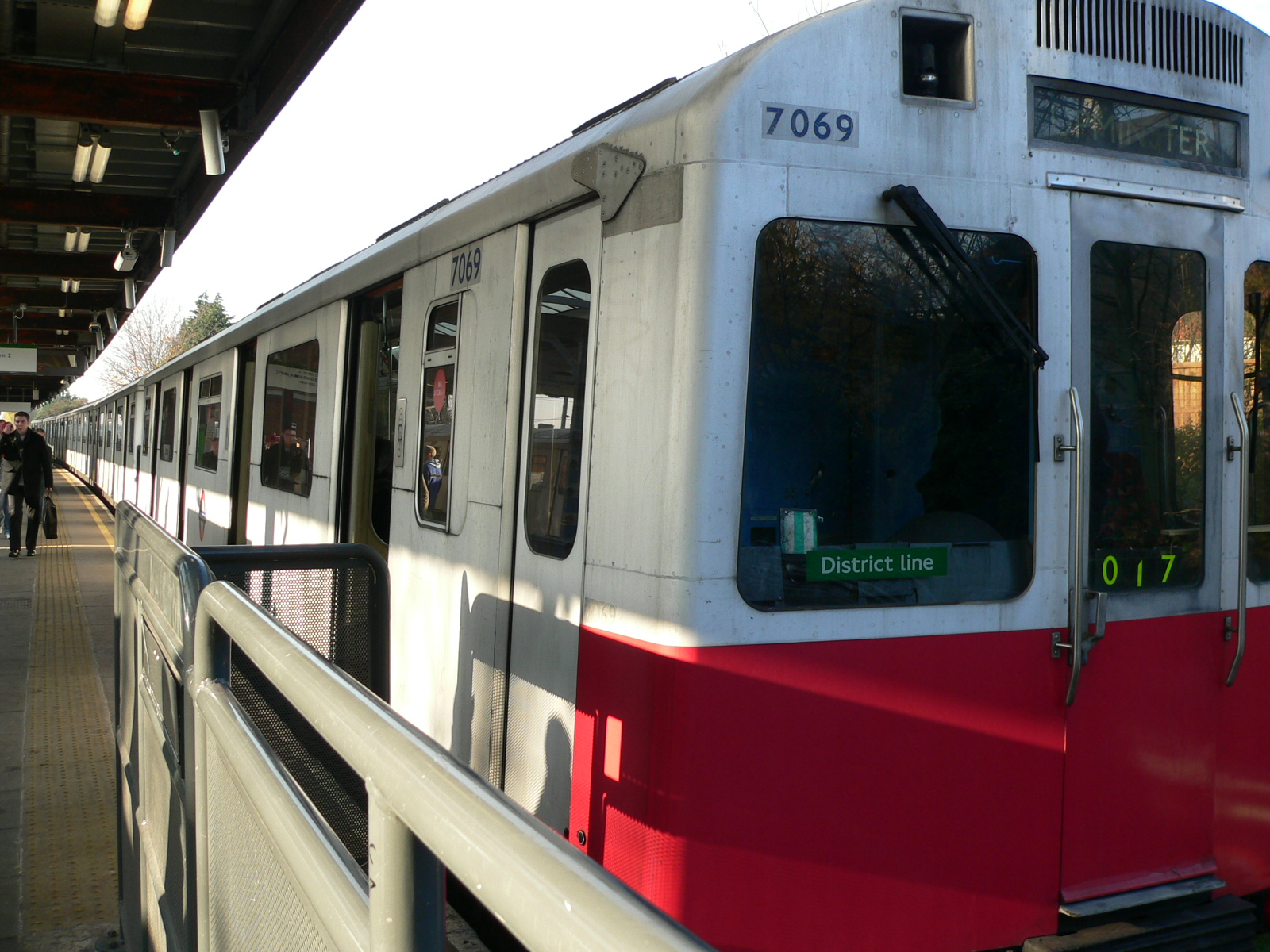

### Intermodalité
Elle est desservie par des autobus de Londres des lignes 173, 174, 175 et 673.

## À proximité
- Dagenham